# Marskramerbrug
Marskramerbrug (Brug 898) is een bouwkundig kunstwerk in Amsterdam-Noord.
De vaste brug is gelegen in de Stellingweg, de ringweg om de wijk Molenwijk. Ze voert daarbij over een voet- en fietspad, gaande naar of komend van de Marskramerstraat in de Circus/Kermisbuurt. Het viaduct was noodzakelijk vanwege de gescheiden verkeersstromen in de wijk (snelverkeer op dijklichaam, voetgangers en fietsers op maaiveldniveau). De Marskramerstraat dateert uit 1990 en is veel jonger dan de brug.
De brug werd in de jaren 1968 en 1969 gebouwd naar een ontwerp van architect Sier van Rhijn, die werkte voor de Dienst der Publieke Werken. De brug zou brug 2591 worden, maar kreeg een veel lager nummer. Het kantoor van Van Rhijn was ook verantwoordelijk voor de brugleuningen. Brug 898 maakt deel uit van een pakket aan bruggen Brug 893, brug 895, brug 896, brug 897, brug 898 en brug 899. Ze stonden als pakket bekend als de 18-meterbruggen. Sier van Rhijn zou ongeveer twintig bruggen voor Amsterdam ontwerpen (gerekend zonder de bruggen voor de Amsterdamse Metro).
De liggerbrug is gebouwd op betonnen heipalen en heeft een lengte van 18,30 meter waarvan 17 meter niet ondersteund wordt. De brug is 9,90 meter breed, waarvan (bij oplevering) acht meter voor de rijweg. Het uiterlijk van de 18-meter bruggen bestaat uit een grijs brugdek, blauwe brugleuningen en grijze T-vormige borstweringen, die ogen als sculpturen.
De bruggen gingen naamloos door het leven totdat de gemeente in 2018 25 bruggen voorzag van een naam. Anders dan andere bruggen in de 18-meter serie kreeg deze brug geen vernoeming naar een type molen, maar naar marskramer vernoemd naar het type reizigersberoep; er stond hier een woonwagenkamp in de buurt.

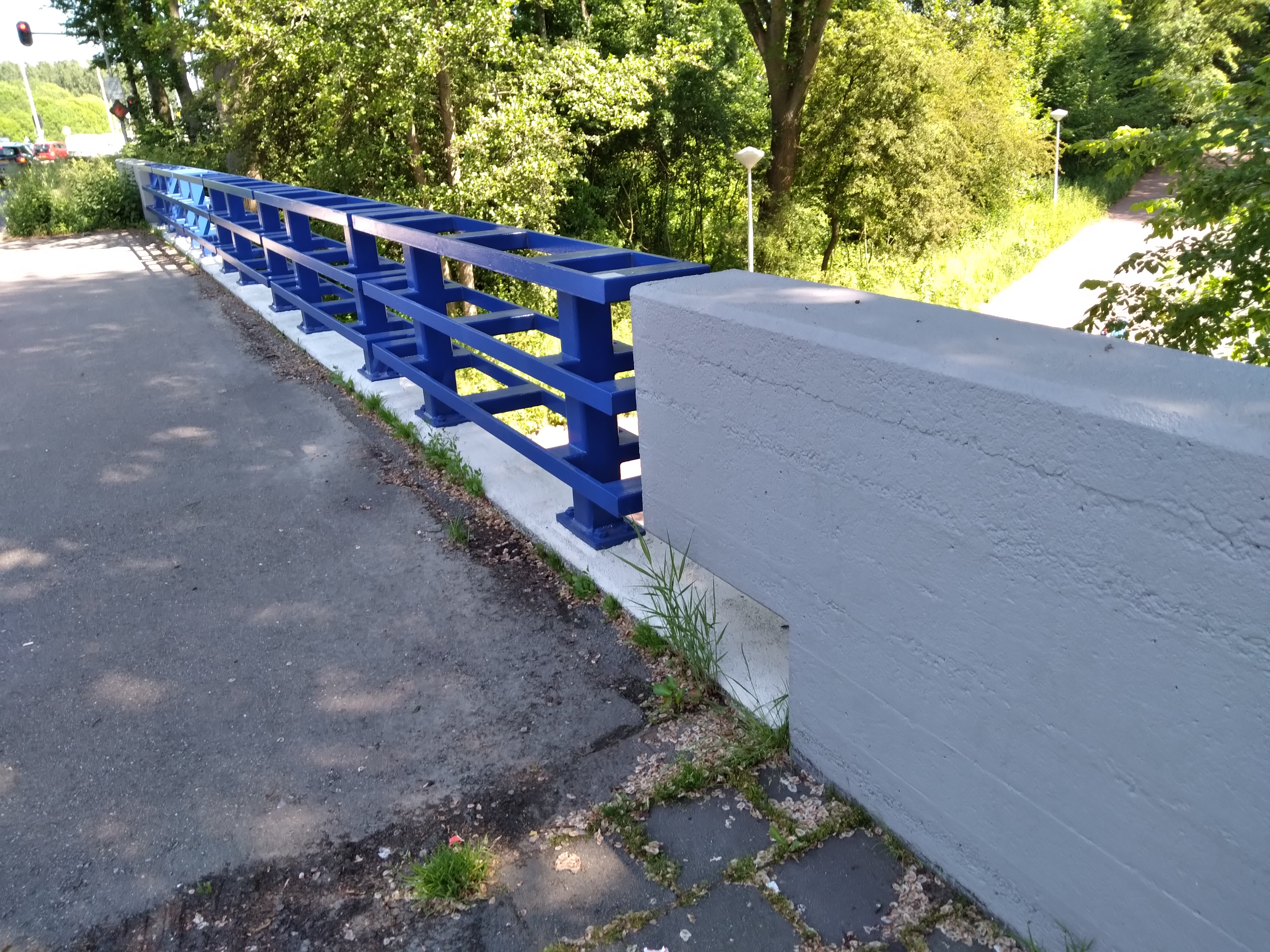
Leuning van Marskramerbrug (juni 2021)

<<< · 801 · 802 · 803 · 804 · 805 · 808 · 811 · 812 · 813 · 814 · 815 · 816 · 817 · 818 · 819 · 820 · 821 · 822 · 823 · 824 · 825 · 826 · 827 · 828 · 829 · 830 · 831 · 832 · 833 · 834 · 835 · 836 · 837 · 838 · 839 · 840 · 841 · 842 · 844 · 845 · 846 · 848 · 849 · 850 ·  854 · 856 · 857 · 858 · 859 · 860 · 863 · 864 · 865 · 866 · 867 · 868 · 869 · 870 · 871 · 872 · 873 · 875 · 876 · 877 · 889 · 890 · 891 · 892 · 893 · 895 · 896 · 897 · 898 · 899 · >>>
Brugnummers 800, 806, 807, 809, 810, 843 (gesloopt, Uilenstede, Amstelveen), 847 (Uilenstede, Amstelveen) , 851 (gesloopt, Dirk Sterenberg), 852 (gesloopt, Dirk Sterenberg), 853 (gesloopt, Dirk Sterenberg), 855, 861, 862, 874, 878, 879, 880, 881, 882, 883, 884, 885, 886, 887, 888, 894 zijn niet (meer) vergeven.